# Birds (песня Анук)
«Birds» (Птицы) — песня в исполнении нидерландской певицы Анук, с которой она представляла Нидерланды на конкурсе песни «Евровидение 2013», который прошёл в Мальмё, Швеция. Исполнительница вышла в финал и заняла 9 место, набрав 114 баллов. Авторами песни являются Торе Йоханссон и Мартин Гьерстад.

## Список треков сингла
| №  | Название | Длительность |
| -- | -------- | ------------ |
| 1. | «Birds»  | 3:23         |

| №  | Название   | Длительность |
| -- | ---------- | ------------ |
| 1. | «Birds»    | 3:23         |
| 2. | «Stardust» | 3:31         |

## Позиции в чартах
| Чарт (2013)                                | Наивысшая позиция |
| ------------------------------------------ | ----------------- |
| Австрия (Ö3 Austria Top 40)                | 74                |
| Бельгия/Фландрия (Ultratop 50)             | 12                |
| Бельгия/Валлония (Ultratip Bubbling Under) | 24                |
| Финляндия (Suomen virallinen lista)        | 22                |
| Германия (GfK)                             | 49                |
| Tonlist                                    | 25                |
| Ирландия (IRMA)                            | 71                |
| Нидерланды (Single Top 100)                | 1                 |
| Нидерланды (Dutch Top 40)                  | 3                 |
| DigiListan                                 | 3                 |
| UK Singles Chart                           | 158               |